# Омаров, Гайнолла Омарович
Гайнолла Омарович Омаров — Герой Социалистического Труда (1957), участник Великой Отечественной войны.

## Биография
Родился в 1910 году в селе Большенарымское (Улкен-Нарын) Катон-Карагайского района Восточно-Казахстанской области. Трудовой путь начал подростком, в 1930 году работая с отцом в сельхозартели. Работал колхозником, счетоводом, секретарем сельского совета, заведующим красным уголком. Заведовал скотофермой колхоза «Балгын».
- В 1948—1960 работал в колхозах имени Абая и «Парижская коммуна», .
- С 1961 года работает в должности руководителя подразделения совхоза «40 лет Казахстана».

Указом Президиума Верховного Совета СССР от 11 января 1957 года за особо выдающиеся успехи, достигнутые в работе по освоению целинных и залежных земель, и получение высокого урожая удостоен звания Героя Социалистического Труда с вручением ордена Ленина и золотой медали «Серп и Молот».
Награды
- Орден Ленина
- Медали
- Ордена

Память
Его именем названа улица в селе Коктерек Катон-Карагайского района.